# David Greenwood
David Murphy-Kasim Greenwood (Lynwood, 27 maggio 1957 – Riverside, 8 giugno 2025) è stato un cestista statunitense, professionista nella NBA.

## Carriera
Fu selezionato dai Chicago Bulls al primo giro del Draft NBA 1979 (2ª scelta assoluta).

## Statistiche

### NBA

#### Regular season
| Anno       | Squadra           | PG  | PT  | MP   | TC%  | 3P%  | TL%  | RP   | AP  | PRP | SP  | PP   |
| ---------- | ----------------- | --- | --- | ---- | ---- | ---- | ---- | ---- | --- | --- | --- | ---- |
| 1979-1980  | Chicago Bulls     | 82  | 82  | 34,0 | 47,4 | 14,3 | 81,0 | 9,4  | 2,2 | 0,7 | 1,6 | 16,3 |
| 1980-1981  | Chicago Bulls     | 82  | 82  | 33,0 | 48,6 | 0,0  | 74,8 | 8,8  | 2,7 | 0,9 | 1,5 | 14,4 |
| 1981-1982  | Chicago Bulls     | 82  | 82  | 35,5 | 47,3 | 0,0  | 82,5 | 9,6  | 3,2 | 0,9 | 1,1 | 14,6 |
| 1982-1983  | Chicago Bulls     | 79  | 61  | 29,8 | 45,5 | 0,0  | 70,8 | 9,7  | 1,9 | 0,7 | 1,1 | 10,0 |
| 1983-1984  | Chicago Bulls     | 78  | 76  | 34,8 | 49,0 | 0,0  | 73,7 | 10,1 | 1,8 | 0,9 | 0,9 | 12,2 |
| 1984-1985  | Chicago Bulls     | 61  | 28  | 25,0 | 45,8 | 0,0  | 71,3 | 6,4  | 1,3 | 0,6 | 0,3 | 6,1  |
| 1985-1986  | San Antonio Spurs | 68  | 24  | 28,1 | 51,0 | 0,0  | 77,2 | 7,8  | 1,3 | 0,5 | 0,8 | 7,9  |
| 1986-1987  | San Antonio Spurs | 79  | 78  | 32,7 | 51,3 | 50,0 | 78,5 | 9,9  | 3,0 | 0,9 | 0,6 | 11,6 |
| 1987-1988  | San Antonio Spurs | 45  | 40  | 27,5 | 46,0 | 0,0  | 74,8 | 6,7  | 2,2 | 0,7 | 0,5 | 8,6  |
| 1988-1989  | San Antonio Spurs | 38  | 15  | 24,0 | 42,5 | -    | 80,0 | 6,3  | 1,4 | 0,8 | 0,6 | 7,7  |
| 1988-1989  | Denver Nuggets    | 29  | 3   | 16,9 | 41,9 | -    | 67,6 | 5,7  | 1,4 | 0,6 | 1,0 | 5,9  |
| 1989-1990† | Detroit Pistons   | 37  | 0   | 5,5  | 42,3 | -    | 55,2 | 2,1  | 0,3 | 0,1 | 0,2 | 1,6  |
| 1990-1991  | San Antonio Spurs | 63  | 11  | 16,2 | 50,3 | 0,0  | 73,4 | 3,5  | 0,8 | 0,5 | 0,4 | 3,8  |
| Carriera   | Carriera          | 823 | 582 | 28,4 | 47,7 | 13,8 | 76,5 | 7,9  | 2,0 | 0,7 | 0,9 | 10,2 |

#### Play-off
| Anno     | Squadra           | PG | PT | MP   | TC%  | 3P% | TL%  | RP  | AP  | PRP | SP  | PP   |
| -------- | ----------------- | -- | -- | ---- | ---- | --- | ---- | --- | --- | --- | --- | ---- |
| 1981     | Chicago Bulls     | 6  | -  | 35,3 | 58,6 | 0,0 | 41,7 | 7,3 | 1,8 | 1,5 | 0,8 | 17,8 |
| 1985     | Chicago Bulls     | 4  | 4  | 34,8 | 53,6 | -   | 80,0 | 7,8 | 1,3 | 1,5 | 1,0 | 9,5  |
| 1986     | San Antonio Spurs | 3  | 3  | 33,7 | 52,2 | -   | 75,0 | 6,0 | 1,0 | 1,0 | 0,3 | 10,0 |
| 1989     | Denver Nuggets    | 3  | 0  | 11,3 | 33,3 | -   | 50,0 | 3,7 | 0,3 | 0,3 | 0,3 | 1,7  |
| 1990†    | Detroit Pistons   | 5  | 0  | 9,4  | 50,0 | -   | 25,0 | 1,8 | 0,0 | 0,4 | 0,0 | 1,0  |
| 1991     | San Antonio Spurs | 1  | 0  | 5,0  | 100  | -   | -    | 2,0 | 2,0 | 0,0 | 0,0 | 2,0  |
| Carriera | Carriera          | 22 | 7  | 24,5 | 55,7 | 0,0 | 58,3 | 5,2 | 1,0 | 1,0 | 0,5 | 8,5  |

## Palmarès
- 2 volte NCAA AP All-America First Team (1978, 1979)
- Campionato NBA: 1

Detroit Pistons: 1990
- NBA All-Rookie First Team (1980)